# Lluís Baró y Roig
Lluís Baró i Roig fue uno de los voluntarios que la región de Cataluña envió a la Guerra del África auspiciados por la Diputación de Barcelona dentro de las fuerzas expedicionarias españolas. Obstentó el rango de sargento primero bajo el mando directo del reusenco Victoriano Sugrañes Fernández.
Es conocido porque, el 4 de febrero de 1860, tras conquistar Tetuán las fuerzas españolas, coronó un castell que hicieron los voluntarios catalanes para alcanzar la parte superior de la alcazaba de Tetúan y poder así izar la bandera de España en el lugar más alto de Tetuán.
- Datos: Q132135076

1. ↑  Diego, Quirós Montero (2023). «El Archivo General Militar de Segovia : 125 años de historia». Revista de Historia Militar: [229]–288. ISSN 2530-1950. doi:10.55553/504jnk13307. Consultado el 4 de febrero de 2025.